# Herbig-Haro-objekt

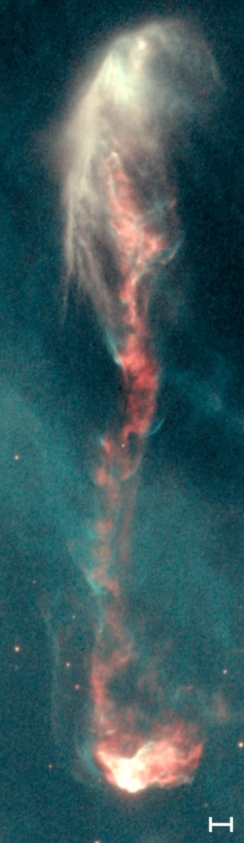
Herbig-Haro-objektet HH47, bild från Rymdteleskopet Hubble. Skalan representerar 1000 astronomiska enheter (1000 gånger avståndet mellan jorden och solen och ungefär 20 gånger storleken på vårt solsystem.

Herbig-Haro-objekt (HH-objekt) är en speciell kategori små nebulosor som ses i samband med nyfödda stjärnor. De bildas när gas som slungats ut från de unga stjärnorna kolliderar med moln av gas och stoft vid hastigheter av flera hundra kilometer per sekund. Objekten är alltid närvarande i regioner med aktiv stjärnbildning och flera kan ofta ses runt en enskild stjärna, riktade längs med dess rotationsaxel. 
Herbig-Haro-objekt är övergående fenomen som varar i som mest ett par tusen år. De kan utvecklas över tämligen korta tidsskalor när de rör sig snabbt bort från stjärnan till gasmolnen i den interstellära rymden. Rymdteleskopet Hubbles observationer avslöjar en komplex utveckling av objekten efter bara ett par år, vissa av dem bleknar bort medan andra skiner upp när de kolliderar med material i det interstellära mediet.
Herbig-Haro-objekt observerades första gången i slutet av 1800-talet av Sherburne Wesley Bernham, men sågs inte som en separat typ av emissionsnebulosa förrän 1940-talet. De första astronomerna som studerade dem i detalj var George Herbig och Guillermo Haro, efter vilka objekten har fått sitt namn. Herbig och Haro arbetade oberoende av varandra med studier om stjärnbildning när de började studera Herbig-Haro-objekt och de insåg efterhand att de var en biprodukt av stjärnbildningsprocessen. 

## Upptäckt och observationshistoria
Det första Herbig-Haro-objektet observerades under slutet av 1800-talet av Burnham när han studerade stjärnan T Tauri med ett 36-tums refraktorteleskop vid Lick Observatory och noterade en mindre nebulosa intill. Men den katalogiserades som enbart en emissionsnebulosa, senare känd som Burnhams nebulosa, och ingen insåg att det var en separat klass objekt. Men T Tauri upptäcktes vara en väldigt ung och variabel stjärna och är prototypen for en klass liknande stjärnor med namnet T-Tauri-stjärnor vilka ännu inte har nått hydrostatisk jämvikt mellan gravitationskollapsen och energi frigjord genom kärnfusion i stjärnans inre.

Diagram över hur Herbig-Haro-objekt uppstår.

Femtio år efter Burnhams studier av T Tauri upptäcktes flera liknande nebulosor som var så små att de nästan såg ut som stjärnor. Både Haro och Herbig genomförde oberoende studier av flera av dessa objekt under 1940-talet. Herbig studerade också Burnhams nebulosa och noterade att den uppvisade ett ovanligt elektromagnetiskt spektrum med framträdande spektrallinjer av väte, svavel och syre. Haro upptäckte också att alla dessa objekt var osynliga i infrarött ljus.
Efter deras oberoende upptäckter möttes Herbig och Haro vid en astronomikonferens i Tucson, Arizona. Herbig hade ursprungligen inte lagt ner mycket uppmärksamhet på objekten hand hade upptäckt utan var främst fokuserad på de närliggande stjärnorna, men när han hörde om Haros upptäckter utförde han mer detaljerade studier av dem. Den sovjetiska astronomen Viktor Ambartsumian gav objekten deras namn, och baserat på att de alltid fanns i närheten av unga stjärnor (ett par hundra tusen år gamla), föreslog han att de kan representera ett tidigt skede i födelsen av T-Tauri-stjärnor.
Studier visade att Herbig-Haro-objekten var starkt joniserade och tidigare teoretiker spekulerade att de skulle kunna innehålla stjärnor med låg luminositet. Men avsaknaden av infraröd strålning från nebulosan innebar att det inte kunde finnas stjärnor inom dem, eftersom dessa skulle ha sänt ut stora mängder infrarött ljus. Senare studier föreslog att nebulosorna skulle kunna innehålla protostjärnor, men till sist insåg man att objekten var material som kastats ut från närliggande unga stjärnor och sedan kolliderade vid mycket höga hastigheter med det interstellära mediet.
Under det tidiga 1980-talet avslöjade observationer för första gången den jetliknande strukturen hos de flesta Herbig-Haro-objekt. Detta ledde till insikten att materialet som kastas ut för att bilda objekten är starkt fokuserat. Stjärnor omges ofta av ackretionsskivor under sina första få hundratusen år. Ackretionsskivorna bildas av gas som faller ner på dem, och den snabba rotationen i de inre delarna av dessa skivor leder till utstrålning av smala jetströmmar av delvis joniserad plasma vinkelrätt mot skivan, så kallade bipolära utflöden (eng. Bipolar outflow). När dessa kolliderar med det interstellära mediet exciteras gaserna som sedan strålar tillbaka energin som ljus.

## Fysiska egenskaper

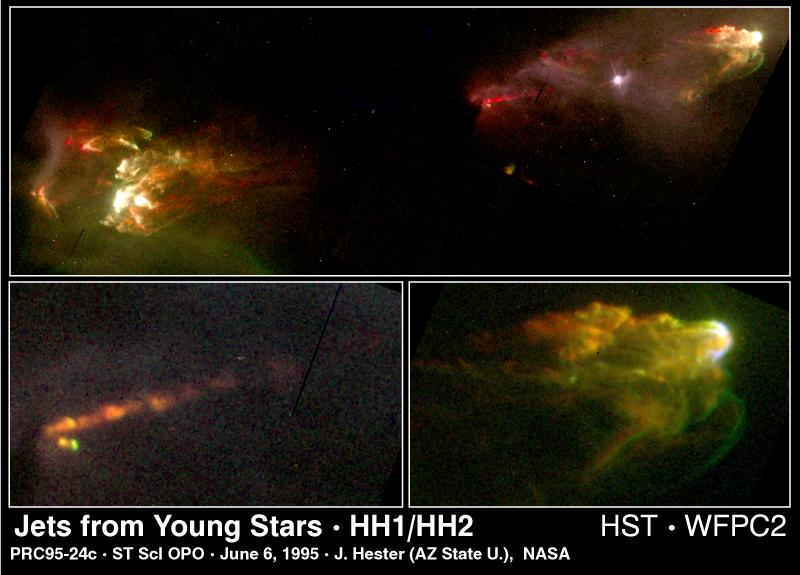
Herbig-Haro-objekten HH1 och HH2 befinner sig omkring ett ljusår från varandra på motsatta sidor om stjärnan som skapade dem.

Strålningen från Herbig-Haro-objekten orsakas av chockvågor när materian kolliderar med det interstellära mediet, men deras rörelser är komplicerade. Spektroskopiska observationer av deras Dopplerförskjutning indikerar hastigheter på flera hundra kilometer per sekund, men spektrallinjerna hos objekten är för svaga för att ha bildats av kollisioner vid så höga hastigheter. Detta betyder troligen att en del av materian de kolliderar med också rör sig utåt, men vid en långsammare hastighet.
Den totala massan som kastas ut och sedan bildar Herbig-Haro-objekt har uppskattats vara omkring 1–20 jordmassor, en förhållandevis liten mängd materia jämfört med stjärnorna själva. Temperaturerna som har observerats i objekten är vanligen omkring 8 000 till 12 000 K, liknande de hos andra joniserade nebulosor som H II-regioner och planetariska nebulosor. De är ofta ganska täta, med densiteter från ett par tusen till ett par tiotusen partiklar per cm³, jämfört med mindre än tusen partiklar per cm³ i H II-regioner och planetariska nebulosor. Herbig-Haro-objekt består främst av väte och helium, vilka står för omkring 75 % respektive 25 % av deras massa. Mindre än 1 % av massan hos objekten består av tyngre ämnen och deras förekomst är generellt sett liknande den som har mätts upp i närliggande stjärnor.
Nära moderstjärnan som skapat ett Herbig-Haro-objekt är omkring 20–30 % av gasen i objektet joniserad, men andelen minskar med ökande avstånd. Detta antyder att materian joniseras i jetströmmen och återgår till icke joniserad form när den rör sig bort från stjärnan, snarare än att joniseras av senare kollisioner. Chockvågor vid toppen av jetströmmen kan dock återjonisera en del material, vilket ger upphov till ljusa "toppar".

## Antal och fördelning
Över 400 Herbig-Haro-objekt eller grupper av objekt är idag kända. De förekommer i alla stjärnbildande H II-regioner och ofta i stora grupper. Vanligen observeras de i närheten av Bok-globuler (mörka nebulosor som innehåller väldigt unga stjärnor) och strålar ofta ut från dem. Inte sällan finns ett flertal av objekten nära en enda energikälla och bildar en rad objekt längs med en linje från stjärnans rotationsaxel.
Antalet kända Herbig-Haro-objekt har ökat snabbt de senaste åren, men man utgår från att de bara är en mycket liten del av det totala antalet i vår galax. Uppskattningar tyder på antal upp emot 150 000, varav de flesta är för långt bort för att kunna observeras med nuvarande optisk teknologi. De flesta objekten ligger inom 0,5 parsec från stjärnan medan ett litet fåtal kan hittas över en parsec bort. Men vissa kan ses flera parsec från stjärnan de bildades från, vilket skulle kunna tolkas som att det interstellära mediet har lägre densitet i deras närhet vilket tillåter objekten att röra sig längre från källan innan de skingras.

## Egenrörelse och variation
Spektroskopiska observationer av Herbig-Haro-objekt visar att de rör sig bort från moderstjärnan med hastigheter mellan 100 och 1000 km/s. Under senare år har serier med högupplösta bilder tagna med något års mellanrum från Rymdteleskopet Hubble avslöjat flera av objektens egenrörelse. Dessa observationer har också tillåtit uppskattningar av avstånden till vissa objekt med hjälp av expansionsparallaxmetoden.
När de rör sig bort från moderstjärnan utvecklas Herbig-Haro-objekten markant och varierar i ljusstyrka på tidsskalor av ett par år. Enskilda delar av ett objekt kan skina upp och avta eller försvinna helt, medan andra delar kan dyka upp där inget kunde ses förut. Såväl som förändringar orsakade av interaktioner med det interstellära mediet kan kollisioner mellan olika jetströmmar som rör sig med något olika hastigheter orsaka variationer.
Utbrotten av jetströmmar från moderstjärnorna sker i pulser snarare än en jämn ström. Pulserna kan skapa jetströmmar med gas som rör sig i samma riktning med vid olika hastigheter och samverkan mellan dessa skapar så kallade "arbetande ytor", där gasströmmarna kolliderar och bildar chockvågor.

## Moderstjärnor

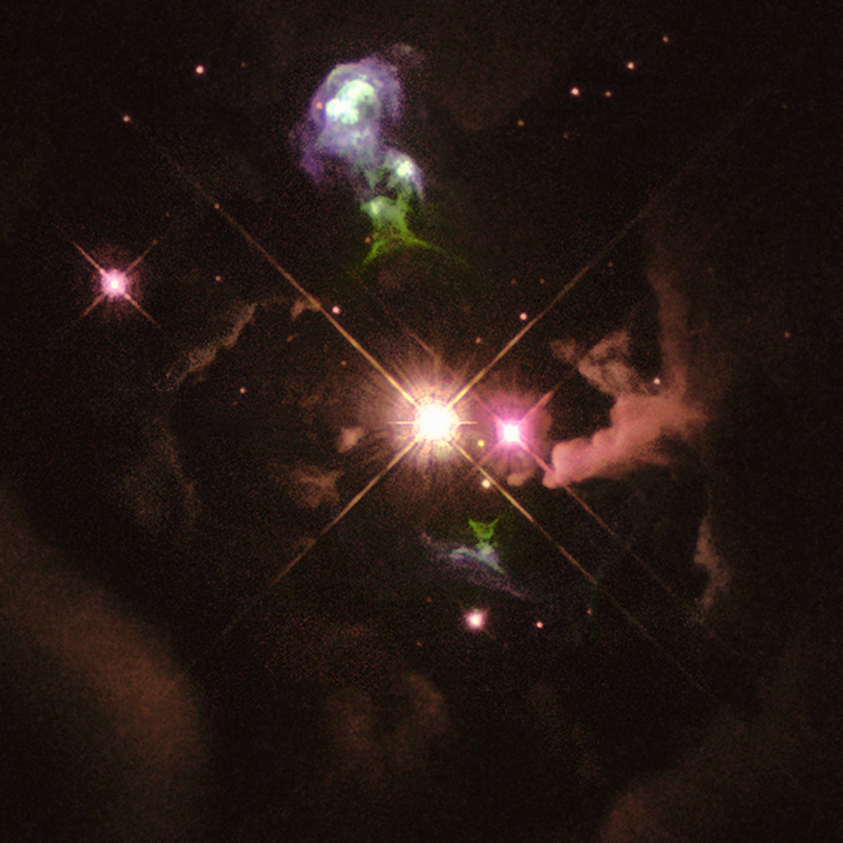
Herbig-Haro-objektet HH32 är ett av de ljusaste kända objekten.

De stjärnor som bildar Herbig-Haro-objekten är alla mycket unga stjärnor, de yngsta av dessa är fortfarande protostjärnor som bildas från de omkringliggande gasmolnen. Astronomer delar in dessa stjärnor i klasserna 0, I, II och III beroende på hur mycket infraröd strålning stjärnorna sänder ut. En större andel infraröd strålning antyder en större mängd kallare material runt stjärnan, vilket indikerar att den fortfarande växer. Den något märkliga numreringen av klasserna har sitt ursprung i att klass 0-objekt (de yngsta) inte hade upptäckts förrän klasserna I, II och III redan hade definierats.
Klass 0-objekt är bara ett par tusen år gamla, så unga att de ännu inte genomgår kärnfusion i deras kärnor. Istället drivs de bara av den gravitationella potentiella energin, även kallad lägesenergin, som frigörs när materia faller in på de unga stjärnorna. Kärnfusion har påbörjats i klass I-objekt, men gas och stoft faller fortfarande in på ytan från den omkringliggande nebulosan. De är generellt sett fortfarande inbäddade i ett tätt moln av stoft och gas, vilket hindrar allt synligt ljus och betyder att de bara kan observeras vid infraröda och radiovåglängder. Nedfall av gas och stoft har i stort upphört i klass II-objekt, men de omges fortfarande av skivor av stoft och gas. Klass III-objekten däremot har bara små mängder kvar av sin ursprungliga ackretionsskiva.
Studier har visat att omkring 80 % av stjärnorna som ger upphov till Herbig-Haro-objekt är stjärnsystem med fler än en stjärna, vilket är en högre andel än vad som normalt sett ses för stjärnor med låg massa i huvudserien. Detta kan antyda att dubbelstjärnor har en större sannolikhet att bilda de jetströmmar som ger upphov till Herbig-Haro-objekt och vissa tecken tyder på att de största objekten bildas när system med fler än en stjärna bryts upp. Det antas att de flesta stjärnorna föds i system med fler än en stjärna, men att en stor andel störs av gravitationen från närliggande stjärnor eller gasmoln och separerar innan de når huvudserien.

## Infraröda motsvarigheter

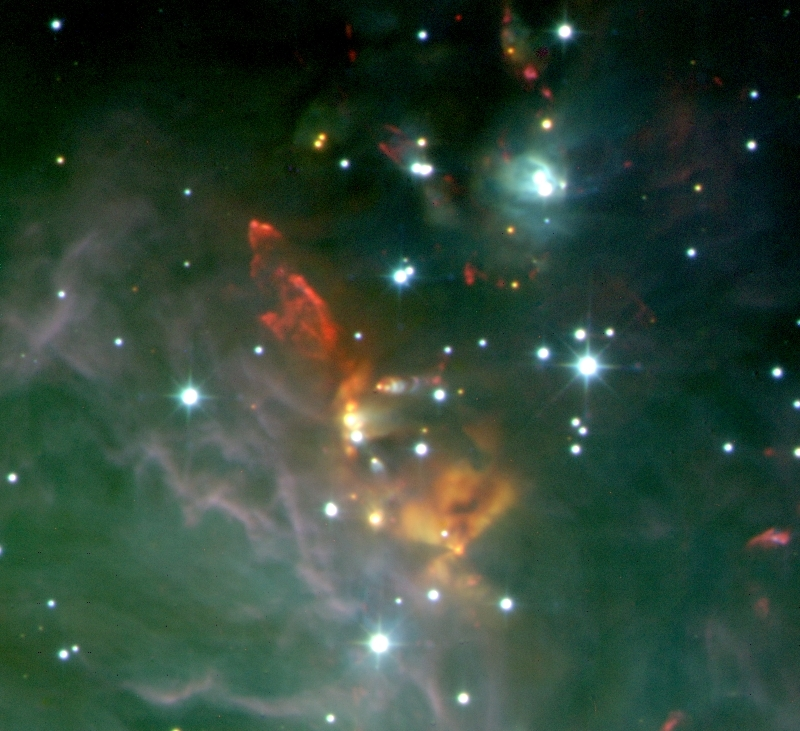
Infraröd bild av molekylära bogchocker associerade med bipolära flöden i Orion. Bild: UKIRT/Joint Astronomy Centre

Herbig-Haro-objekt associerade med mycket unga stjärnor eller mycket tunga protostjärnor är ofta dolda från insyn vid optiska våglängder av de moln av gas och stoft från vilka de bildas. Denna omkringliggande materia kan orsaka extinktion av ljuset motsvarande tiotals eller till och med hundratals magnituder vid optiska våglängder. Sådana djupt inbäddade objekt kan enbart observeras vid infraröda och radiovåglängder,  ofta i ljuset av emissioner från hett molekylärt väte eller varm kolmonoxid. 
Under senare år har infraröda bilder avslöjat dussintals exempel på "infraröda Herbig-Haro-objekt". De flesta ser ut som bogvågor (liknande de som kan ses vid bogen på en seglande skepp), och därför benämns de ofta som molekylära "bogchocker". Precis som Harbig-Haro-objekten drivs dessa chocker från fokuserade jetströmmar från de två polerna på en protostjärna. De sveper upp eller fångar in den omkringliggande molekylära gasen för att bilda ett kontinuerligt flöde av materia, vilket benämns som bipolärt utflöde. Infraröda bogchocker färdas med hastigheter på hundratals kilometer per sekund och hettar upp gaserna till hundratals eller tusentals grader. Eftersom de är associerade med de yngsta stjärnorna, där ackretionen är speciellt stark, är infraröda bogchocker ofta inblandade i kraftigare jetströmmar än deras optiska kusiner.
Fysiken hos de infraröda bokchockerna kan förstås ungefär på samma sätt som Herbig-Haro-objekten eftersom dessa fenomen i stort sett är samma sak - det är bara förutsättningarna i jetstrålen och de omkringliggande molnen som skiljer sig och orsakar infraröd strålning från molekyler snarare än optisk strålning från atomer och joner.